# Paulo César Fonseca do Nascimento
Paulo César Fonseca do Nascimento (sinh ngày 13 tháng 1 năm 1978), thường được gọi là Tinga, là một cầu thủ bóng đá người Brasil.

## Đội tuyển bóng đá quốc gia
Tinga thi đấu cho đội tuyển bóng đá quốc gia Brasil từ năm 2001 đến 2007.

## Thống kê sự nghiệp
| Đội tuyển bóng đá Brasil | Đội tuyển bóng đá Brasil | Đội tuyển bóng đá Brasil |
| Năm                      | Trận                     | Bàn                      |
| ------------------------ | ------------------------ | ------------------------ |
| 2001                     | 2                        | 0                        |
| 2002                     | 0                        | 0                        |
| 2003                     | 0                        | 0                        |
| 2004                     | 0                        | 0                        |
| 2005                     | 0                        | 0                        |
| 2006                     | 1                        | 0                        |
| 2007                     | 1                        | 0                        |
| Tổng cộng                | 4                        | 0                        |